# Liste der Brücken in Wien

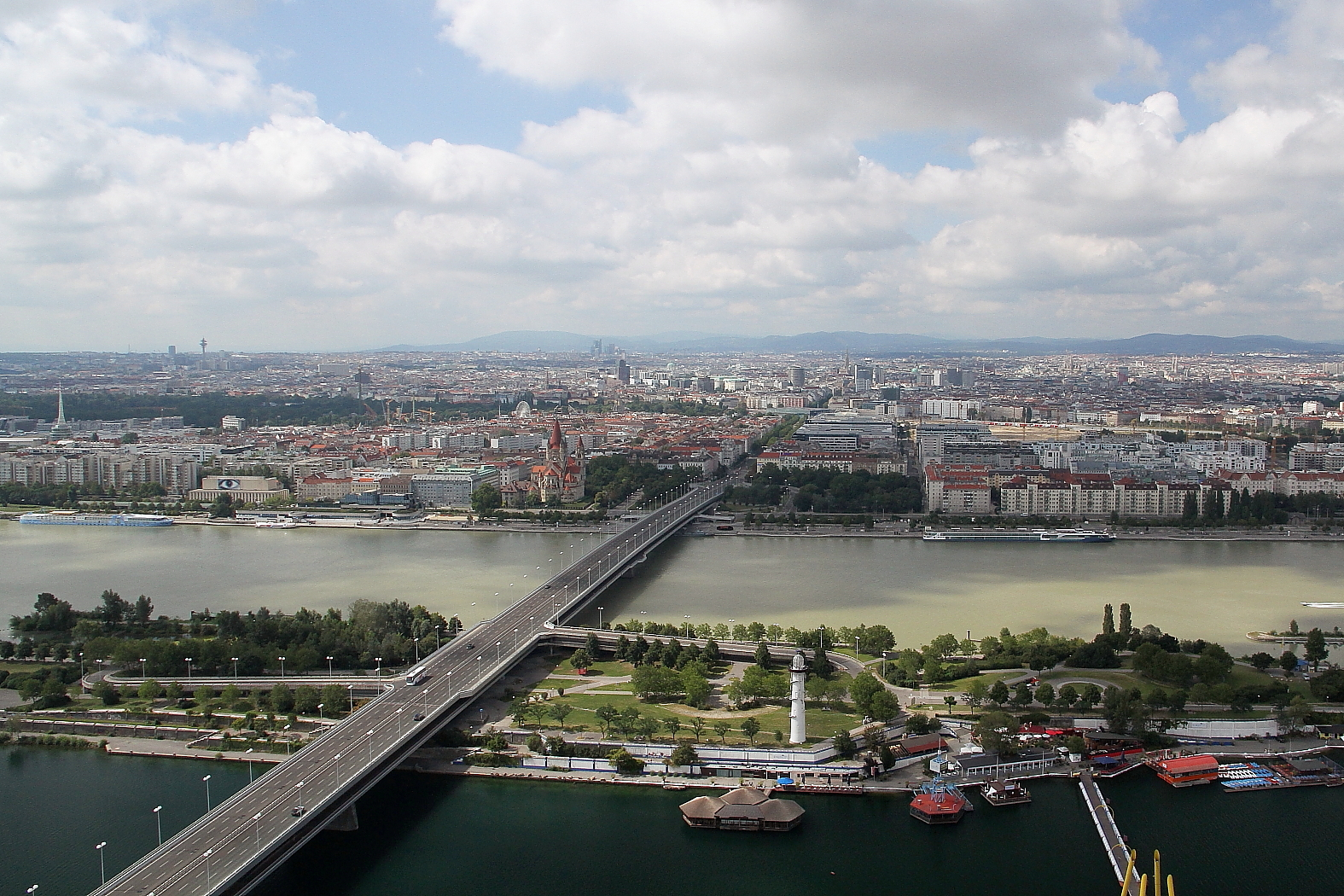
Reichsbrücke

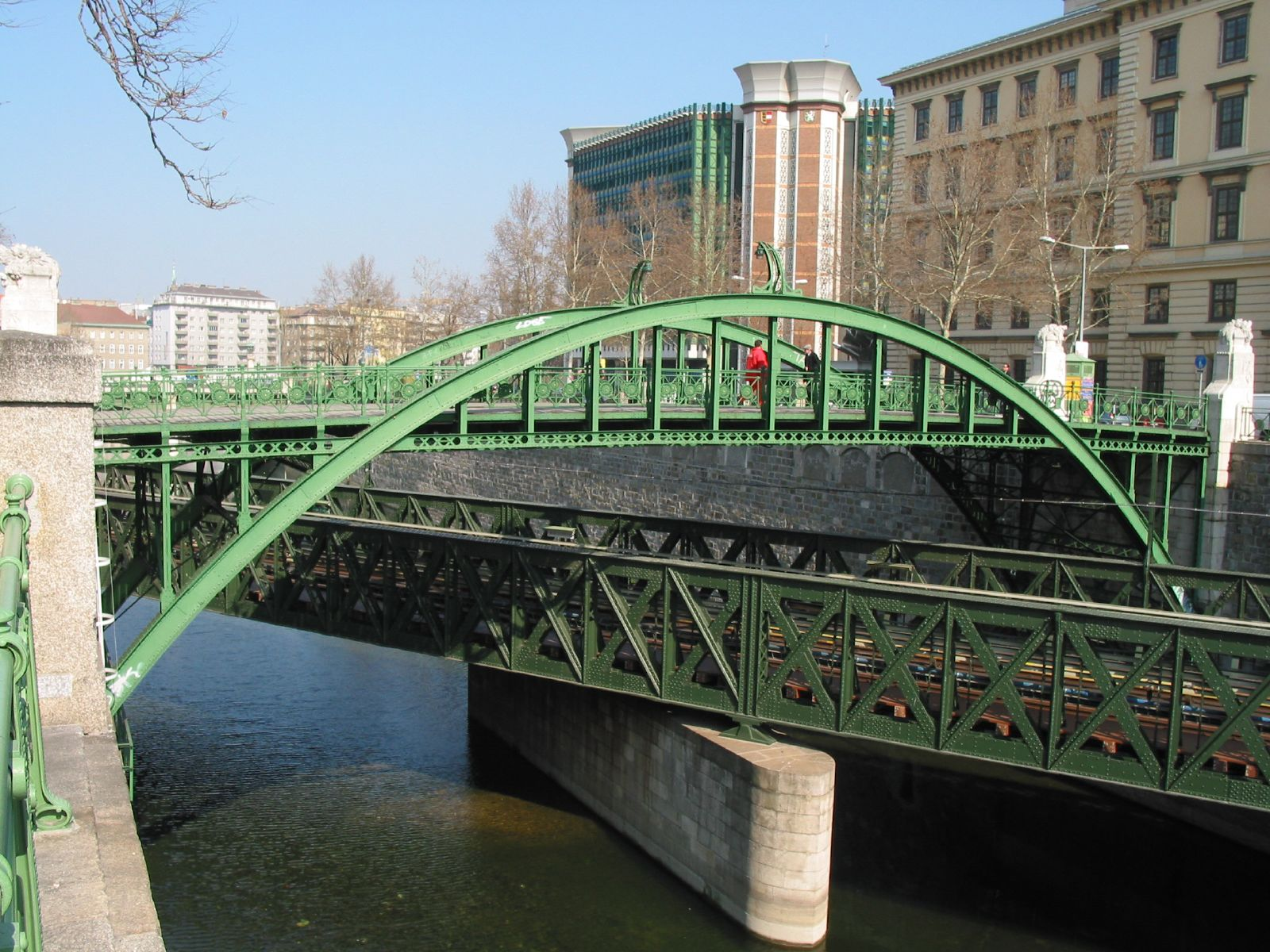
Zollamtssteg, darunter die Zollamtsbrücke der U-Bahn

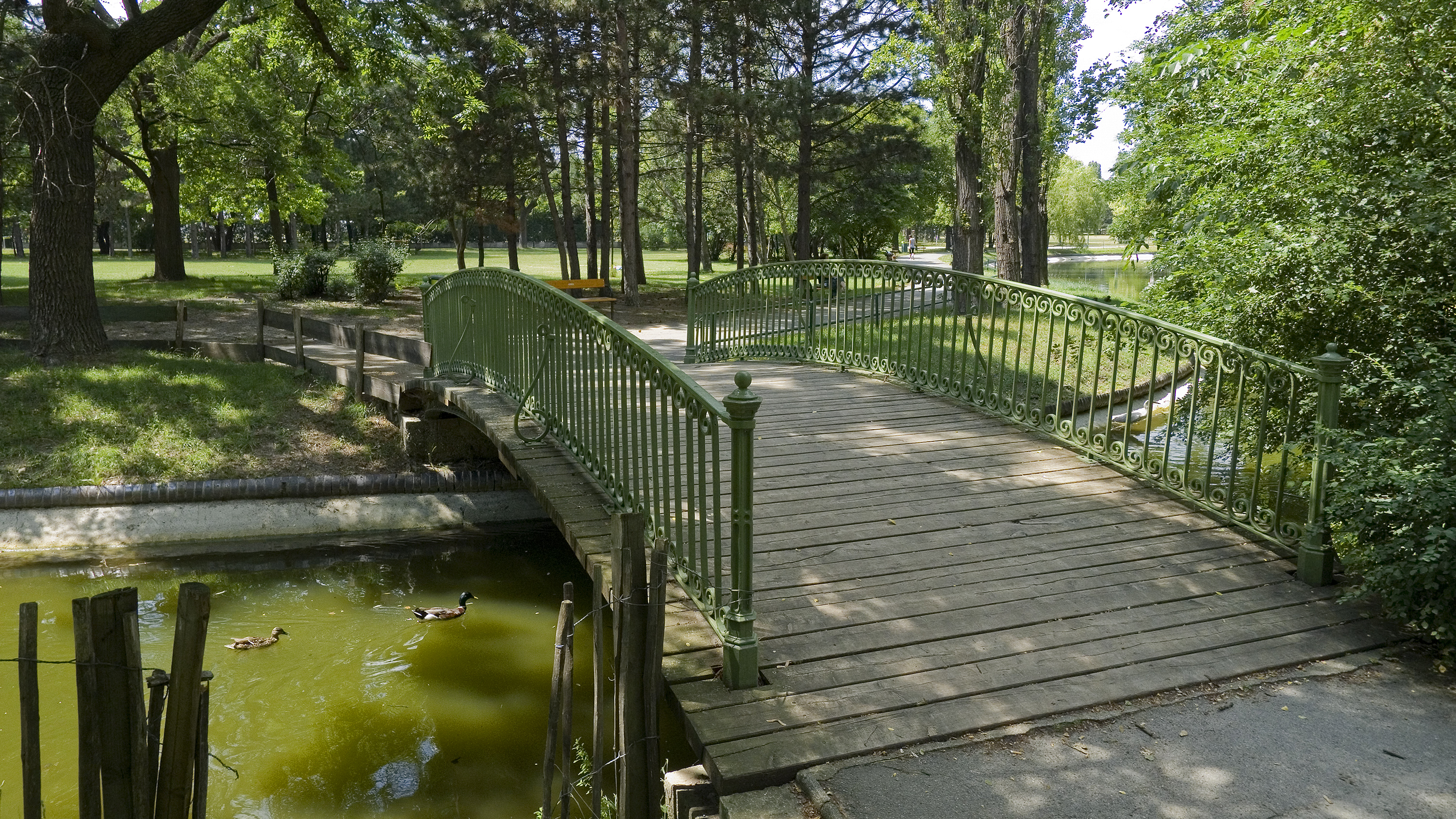
Konstantinsteg im Prater

Die Liste der Wiener Brücken beinhaltet Brücken und Stege, die von
- der Stadt Wien (MA 29 – Wiener Brückenbau und Grundbau),
- den Wiener Linien (6 Straßenbahnbrücken, 128 Brücken bei den Linien U1 – U4 und 143 Brücken bei der Linie U6 (Stand 2008))[1],
- der Republik Österreich und
- der ASFINAG (138 Brücken (Stand 2008))[1]

errichtet und/oder erhalten werden und von der MA 29 als Bauteile oder in ihrer Gesamtheit in der Brückeninformation Wien als Brückenobjekte genannt werden.
Über Brücken der ÖBB (480 Brückenobjekte in Wien (Stand 2009)) und in Privatbesitz befindliche Bauwerke liegen bis auf wenige Ausnahmen keine Informationen vor.

## Listen
Die Brücken sind nach Gemeindebezirken geordnet in den folgenden Listen zu finden:
- 1., Innere Stadt
- 2., Leopoldstadt
- 3., Landstraße
- 4., Wieden
- 5., Margareten
- 6., Mariahilf
- 7., Neubau
- 8., Josefstadt
- 9., Alsergrund
- 10., Favoriten
- 11., Simmering
- 12., Meidling
- 13., Hietzing
- 14., Penzing
- 15., Rudolfsheim-Fünfhaus
- 16., Ottakring
- 17., Hernals
- 18., Währing
- 19., Döbling
- 20., Brigittenau
- 21., Floridsdorf
- 22., Donaustadt
- 23., Liesing

## Sonstige Brücken und ähnliche Bauwerke
Die folgenden Bauwerke sind in der Brückeninformation Wien nicht als Brücken erfasst.

### Gewölbe
Die Gewölbe im Zuge der ehemaligen Strecken der Wiener Stadtbahn sind in der folgenden Liste zu finden:
- Stadtbahnbögen

### Eindeckungen
Zahlreiche Eindeckungen und Gewölbe der Wiener Linien, großteils entlang der ehemaligen Wientallinie (heute U4) und Gürtellinie (heute U6) der Wiener Stadtbahn. Diese Bauwerke waren in der Brückeninformation ursprünglich als Brücken erfasst und zählen nunmehr zu den Tunnelbauwerken.
| Objekt / Teilobjekt                                                                       | Foto | Lage                                         | Verwaltung / Objektnr. | System | Material | Brückenklasse | Länge (m) | Breite (m) | Baujahr | Anmerkungen |
| ----------------------------------------------------------------------------------------- | ---- | -------------------------------------------- | ---------------------- | ------ | -------- | ------------- | --------- | ---------- | ------- | --- |
| Eindeckung Personentunnel unter den Straßenbahngleisen, Zentralfriedhof, Tor 2            | 1    | Simmeringer Hauptstraße Standort             | Wiener Linien 630503   |        |          |               |           |            |         | Die Fußgängerunterführung unter der Simmeringer Hauptstraße im Bereich vom 2. Tor des Wiener Zentralfriedhofs wurde rückgebaut. |
| Eindeckung (alte Eindeckung) von Neubauteil Westbahnhof bis Unterwerk Station Burggasse   | 0 BW | U-Bahn-Linie U6 Standort                     | Wiener Linien 600117   |        |          |               |           |            |         | Teil der ehemaligen, von Otto Wagner gestalteten Gürtellinie der Stadtbahn. |
| Eindeckung Badhaussteg (Dommayergasse)                                                    | 1    | U-Bahn-Linie U4 Standort                     | Wiener Linien 400309   |        |          |               |           |            |         | Die Eindeckung Badhaussteg (Dommayergasse) ergänzt den über den Wienfluss führenden Badhaussteg über die südlich gelegenen Gleise der U4. |
| Eindeckung Baslergasse                                                                    | 1    | U-Bahn-Linie U6 Standort                     | Wiener Linien 600070   |        |          |               |           |            |         | |
| Eindeckung Clementinengasse                                                               | 1    | U-Bahn-Linie U6 Standort                     | Wiener Linien 600109   |        |          |               |           |            |         | Die Eindeckung Clementinengasse ist ein unterdessen gesperrter Fußgängerdurchgang unterhalb der Station Gumpendorfer Straße. Sie ist Teil der ehemaligen, von Otto Wagner gestalteten Gürtellinie der Stadtbahn.                                    |
| Eindeckung Gablenzgasse/Burggasse                                                         | 1    | U-Bahn-Linie U6 Standort                     | Wiener Linien 600119   |        |          |               |           |            |         | Teil der ehemaligen, von Otto Wagner gestalteten Gürtellinie der Stadtbahn. |
| Eindeckung Garagenzufahrt Konferenzzentrum                                                | 1    | U-Bahn-Linie U2 Standort                     | Wiener Linien 200318t  |        |          |               |           |            |         | Gemeint ist das Messegelände: eine kleine Verbindung Richtung Vorgartenstraße |
| Eindeckung gegenüber Kirche Maria vom Siege                                               | 1    | U-Bahn-Linie U6 Standort                     | Wiener Linien 600110   |        |          |               |           |            |         | Teil der ehemaligen, von Otto Wagner gestalteten Gürtellinie der Stadtbahn. |
| Eindeckung Guldenbrücke                                                                   | 0 BW | U-Bahn-Linie U4 Standort                     | Wiener Linien 400306   |        |          |               |           |            |         | Die Eindeckung Guldenbrücke ergänzt die über den Wienfluss führende Guldenbrücke über die südlich gelegenen Gleise der U4. |
| Eindeckung Herbststraße                                                                   | 1    | U-Bahn-Linie U6 Standort                     | Wiener Linien 600120   |        |          |               |           |            |         | Teil der ehemaligen, von Otto Wagner gestalteten Gürtellinie der Stadtbahn. |
| Eindeckung im Zuge der Faulmanngasse                                                      | 0 BW | U-Bahn-Linie U4 Standort                     | Wiener Linien 400330   |        |          |               |           |            |         | Die Eindeckung im Zuge der Faulmanngasse über die südlich gelegenen Gleise der U4 ergänzt die über den Wienfluss führende Wienflusseinwölbung. |
| Eindeckung im Zuge der Landstraßer Hauptstraße (teilweise ÖBB)                            | 0 BW | U-Bahn-Linie U4 Standort                     | Wiener Linien 400336c  |        |          |               |           |            |         | Die Eindeckung im Zuge der Landstraßer Hauptstraße (teilweise ÖBB) ergänzt die über den Bahnhof Wien Mitte führende Brücke. |
| Eindeckung im Zuge der Operngasse, Verkehrsbüro                                           | 0 BW | U-Bahn-Linie U4 Standort                     | Wiener Linien 400331   |        |          |               |           |            |         | Die Eindeckung im Zuge der Operngasse, Verkehrsbüro über die südlich gelegenen Gleise der U4 ergänzt die über den Wienfluss führende Wienflusseinwölbung.                                                                                           |
| Eindeckung im Zuge der Schleifmühlgasse                                                   | 1    | U-Bahn-Linie U4 Standort                     | Wiener Linien 400329   |        |          |               |           |            |         | Die Eindeckung im Zuge der Schleifmühlgasse über die südlich gelegenen Gleise der U4 ergänzt die über den Wienfluss führende Wienflusseinwölbung.                                                                                                   |
| Eindeckung Karl Tornay Gasse                                                              | 1    | U-Bahn-Linie U6 Standort                     | Wiener Linien 600072   |        |          |               |           |            |         | |
| Eindeckung Kettenbrückengasse                                                             | 0 BW | U-Bahn-Linie U4 Standort                     | Wiener Linien 400328c  |        |          |               |           |            |         | Die Eindeckung Kettenbrückengasse über die südlich gelegenen Gleise der U4 ergänzt die über den Wienfluss führende Wienflusseinwölbung. |
| Eindeckung Kettenbrückengasse – Notausgang Naschmarkt                                     | 1    | U-Bahn-Linie U4 Standort                     | Wiener Linien 400328   |        |          |               |           |            |         | Die Eindeckung Kettenbrückengasse – Notausgang Naschmarkt über die südlich gelegenen Gleise der U4 ergänzt die über den Wienfluss führende Wienflusseinwölbung.                                                                                     |
| Eindeckung Kurzgasse/Palmgasse                                                            | 1    | U-Bahn-Linie U6 Standort                     | Wiener Linien 600111   |        |          |               |           |            |         | Teil der ehemaligen, von Otto Wagner gestalteten Gürtellinie der Stadtbahn. |
| Eindeckung Lemböckgasse                                                                   | 1    | U-Bahn-Linie U6 Standort                     | Wiener Linien 600071   |        |          |               |           |            |         | |
| Eindeckung Magdalenenbrücke (Naschmarkt)                                                  | 1    | U-Bahn-Linie U4 Standort                     | Wiener Linien 400327   |        |          |               |           |            |         | Die Eindeckung Magdalenenbrücke (Naschmarkt) über die südlich gelegenen Gleise der U4 ergänzt die über den Wienfluss führende Wienflusseinwölbung.                                                                                                  |
| Eindeckung Morizgasse (Wackenroderbrücke)                                                 | 1    | U-Bahn-Linie U4 Standort                     | Wiener Linien 400323   |        |          |               |           |            |         | Die Eindeckung Morizgasse (Wackenroderbrücke) über die südlich gelegenen Gleise der U4 ergänzt die über den Wienfluss führende Wackenroderbrücke.                                                                                                   |
| Eindeckung Nevillebrücke                                                                  | 1    | U-Bahn-Linie U4 Standort                     | Wiener Linien 400324   |        |          |               |           |            |         | Die Eindeckung Nevillebrücke über die südlich gelegenen Gleise der U4 ergänzt die über den Wienfluss führende Nevillebrücke. |
| Eindeckung Pilgrambrücke                                                                  | 1    | U-Bahn-Linie U4 Standort                     | Wiener Linien 400326   |        |          |               |           |            |         | Die Eindeckung Pilgrambrücke über die südlich gelegenen Gleise der U4 ergänzt die über den Wienfluss führende Pilgrambrücke. |
| Eindeckung Reinprechtsdorfer Brücke                                                       | 1    | U-Bahn-Linie U4 Standort                     | Wiener Linien 400325   |        |          |               |           |            |         | Die Eindeckung Reinprechtsdorfer Brücke über die südlich gelegenen Gleise der U4 ergänzt die über den Wienfluss führende Reinprechtsdorfer Brücke.                                                                                                  |
| Eindeckung Schönbrunner Brücke/Grünbergstraße                                             | 1    | U-Bahn-Linie U4 Standort                     | Wiener Linien 400314   |        |          |               |           |            |         | Die Eindeckung Schönbrunner Brücke/Grünbergstraße über die südlich gelegenen Gleise der U4 ergänzt die über den Wienfluss führende Schönbrunner Brücke.                                                                                             |
| Eindeckung Rösslergasse – Fußgeherdurchgang                                               | 1    | U-Bahn-Linie U6 Standort                     | Wiener Linien 600080   |        |          |               |           |            |         | |
| Eindeckung Schönbrunner Schlossbrücke                                                     | 0 BW | U-Bahn-Linie U4 Standort                     | Wiener Linien 400313   |        |          |               |           |            |         | Die Eindeckung Schönbrunner Schlossbrücke über die südlich gelegenen Gleise der U4 ergänzt die über den Wienfluss führende Schönbrunner Schlossbrücke.                                                                                              |
| Eindeckung Sorbaitgasse/Kandlgasse                                                        | 1    | U-Bahn-Linie U6 Standort                     | Wiener Linien 600118   |        |          |               |           |            |         | Teil der ehemaligen, von Otto Wagner gestalteten Gürtellinie der Stadtbahn. |
| Eindeckung St. Veit Brücke                                                                | 1    | U-Bahn-Linie U4 Standort                     | Wiener Linien 400304a  |        |          |               |           |            |         | Die Eindeckung im Zuge der St. Veit Brücke über die südlich gelegenen Gleise der U4 ergänzt die über den Wienfluss führende St.-Veit-Brücke. |
| Eindeckung Station Braunschweiggasse (neuer Aufgang)                                      | 1    | U-Bahn-Linie U4 Standort                     | Wiener Linien 400308a  |        |          |               |           |            |         | Die Eindeckung Station Braunschweiggasse (neuer Aufgang) über die südlich gelegenen Gleise der U4 ergänzt den über den Wienfluss führenden Penzinger Steg.                                                                                          |
| Eindeckung Station Kettenbrückengasse (neuer Aufgang)                                     | 1    | U-Bahn-Linie U4 Standort                     | Wiener Linien 400328a  |        |          |               |           |            |         | Die Eindeckung Kettenbrückengasse über die südlich gelegenen Gleise der U4 ergänzt die über den Wienfluss führende Wienflusseinwölbung. |
| Eindeckung Station Längenfeldgasse                                                        | 0 BW | U-Bahn-Linie U6 und U-Bahn-Linie U4 Standort | Wiener Linien 600097   |        |          |               |           |            |         | Kreuzung von U4 und U6 im U6-Abschnitt zwischen Siebenhirten und Längenfeldgasse Die Eindeckung Station Längenfeldgasse über die südlich gelegenen Gleise der U4 und U6 ergänzt die über den Wienfluss führende Stiegerbrücke und den Storchensteg. |
| Eindeckung Station Meidlinger Hauptstraße/Lobkowitzbrücke                                 | 0 BW | U-Bahn-Linie U4 Standort                     | Wiener Linien 400315   |        |          |               |           |            |         | Die Eindeckung Station Meidlinger Hauptstraße/Lobkowitzbrücke über die südlich gelegenen Gleise der U4 ergänzt die über den Wienfluss führende Lobkowitzbrücke sowie den Lobkowitztunnel.                                                           |
| Eindeckung Station Unter St. Veit und Baumgartenbrücke                                    | 1    | U-Bahn-Linie U4 Standort                     | Wiener Linien 400307   |        |          |               |           |            |         | Die Eindeckung Station Unter St. Veit und Baumgartenbrücke über die südlich gelegenen Gleise der U4 ergänzt die über den Wienfluss führende Baumgartenbrücke.                                                                                       |
| Eindeckung U-Bahn-Bauwerk Karlsplatz                                                      | 0 BW | U-Bahn-Linie U4 Standort                     | Wiener Linien 400332   |        |          |               |           |            |         | Die Eindeckung U-Bahn-Bauwerk Karlsplatz über die südlich gelegenen Gleise der U4 ergänzt die über den Wienfluss führende Wienflusseinwölbung. |
| Eindeckung U-Bahn-Bauwerk Karlsplatz                                                      | 0 BW | U-Bahn-Linie U4 Standort                     | Wiener Linien 400332a  |        |          |               |           |            |         | Die Eindeckung U-Bahn-Bauwerk Karlsplatz über die südlich gelegenen Gleise der U4 ergänzt die über den Wienfluss führende Wienflusseinwölbung. |
| Eindeckung U-Bahn-Bauwerk Karlsplatz                                                      | 0 BW | U-Bahn-Linie U4 Standort                     | Wiener Linien 400332b  |        |          |               |           |            |         | Die Eindeckung U-Bahn-Bauwerk Karlsplatz über die südlich gelegenen Gleise der U4 ergänzt die über den Wienfluss führende Wienflusseinwölbung. |
| Eindeckung von Canovagasse bis Notausgang Lothringerstraße                                | 0 BW | U-Bahn-Linie U4 Standort                     | Wiener Linien 400333b  |        |          |               |           |            |         | Die Eindeckung von Canovagasse bis Notausgang Lothringerstraße über die südlich gelegenen Gleise der U4 ergänzt die über den Wienfluss führende Wienflusseinwölbung.                                                                                |
| Eindeckung von Notausgang Lothringerstraße bis vor Station Stadtpark                      | 0 BW | U-Bahn-Linie U4 Standort                     | Wiener Linien 400333c  |        |          |               |           |            |         | Die Eindeckung von Notausgang Lothringerstraße bis vor Station Stadtpark über die südlich gelegenen Gleise der U4 ergänzt die über den Wienfluss führende Wienflusseinwölbung.                                                                      |
| Eindeckung von U3-Eindeckung Westbahnhof Richtung Unterwerk Station Burgasse (Neubauteil) | 1    | U-Bahn-Linie U6 Standort                     | Wiener Linien 600113b  |        |          |               |           |            |         | Teil der ehemaligen, von Otto Wagner gestalteten Gürtellinie der Stadtbahn. |

### Weitere Brücken
- Barbara-Rohrbrücke
- Brücke über die Hauptallee
- Brücke über die Zeile
- Brücken über die Linzer Straße und die Schloßallee
- Kabelsteg (Wien)
- Nordbahnbrücke
- Ponte Cagrana
- Rohrbrücke Mannswörth
- Stadlauer Ostbahnbrücke
- Südbahnhofbrücke
- U6-Donaukanalbrücke
- U-Bahn-Brücke (auch: Stadtbahnbrücke)
- Uferbahnbrücke
- Verbindungsbahnbrücke (Wien)
- Verbindungsbahnbrücke Ost
- Verbindungsbahnbrücke West
- Verbindungsbrücke über den Zentralverschiebebahnhof Wien-Kledering
- Vorortelinie-Donaukanalbrücke
- Walulisobrücke
- Winterhafenbrücke
- Zollamtsbrücke

Anlässlich der Errichtung der II. Wiener Hochquellenwasserleitung wurde die MA 31 – Wiener Wasser zum Bau beziehungsweise der Erhaltung von Brücken und Stegen im Quellgebiet verpflichtet.
- Schneiderbrücke in Gußwerk (Gemeinde Mariazell) in der Steiermark
- Rechenbrücke in Gußwerk